# Thallomys
Thallomys es un género de mamíferos roedores de la familia Muridae conocidos comúnmente como ratas de las acacias. Se encuentran en África meridional y oriental.

## Especies
Se han descrito las siguientes especies:
- Thallomys loringi
- Thallomys nigricauda
- Thallomys paedulcus
- Thallomys shortridgei